# Jeppe på Bjerget
|  | Spekulativ artikel Bemærk at denne artikel er præget af spekulationer og bør omskrives, så fakta er understøttet af verificerbare kilder. |

Jeppe på Bjerget eller Den forvandlede Bonde er en komedie af Ludvig Holberg fra 1722. Komediens titelfigur er fæstebonde i den fiktive landsby Bjerget på Sjælland og i klemme mellem sin kone Nille og ridefogeden. Nille er meget hård mod Jeppe, fordi han drikker pengene op og så elsker hun sin krabask Mester Erik. Desuden ydmyges han socialt ved at hun ligger i med degnen. I stedet for at prøve at løse sine problemer rationelt, fortrænger han dem ved et voldsomt drikkeri – og forstærker dermed problemerne så meget at de på det nærmeste bliver uløselige. 

## Komediens plot
Godsejeren, baronen, og hans folk beslutter at anstille et socialt eksperiment. De bærer Jeppe, der er den mest uduelige bonde af alle, og som er sanseløs af druk, op i baronens seng for at se, hvad der vil ske.
Jeppe vågner og spekulerer på, om han er kommet i himmelen, eller om han stadig er levende. Han ændrer hurtigt karakter fra at være undertrykt og hundset med af alle og enhver til selv at blive undertrykker. Derefter kastes han på møddingen, stilles for (en fiktiv) domstol og hænges på skrømt. Til sidst bringes han tilbage til sin oprindelige tilstand med et par rigsdaler som kompensation. Om han har lært noget, kan man være i tvivl, drikke gør han stadig, men han er blevet skamfuld – og om muligt endnu mere selvopgivende.
Nille, hans kone, jages væk af dommeren (baronen i forklædning) fordi hun går for vidt over for Jeppe; måske kommer hun tilbage? Dommeren – ikke baronen – tilbyder Jeppe sin bistand, hvis Nille vil retablere sit hårde regimente.
Holberg angiver i Just Justesens Betenkning over Comoedier, at plottet er hentet hos den tyske Jakob Bidermann.

## Baronens afsluttende ord
Baronen får det afsluttende ord og siger:

Vi derfor Øvrighed fra Ploven meer ey tage,

Giør Bonde til Regent, som udi fordum Dage,

Thi gamle Griller hvis man fuldte derudi,

Hvert Herredom, maa ske, faldt hen til Tyrannie

Et tilsvarende tema findes i Den politiske Kandestøber, hvor det til sidst siges, at det er lige så forkert at en kandestøber bliver borgmester, som at en statsmand i hast bliver kandestøber.

## Holbergs hensigt
Om dette var præcis, hvad Holberg selv mente, kan man i høj grad være i tvivl, og det er ikke sandsynligt, at der kan gives et entydigt svar på spørgsmålet. Det er flere eksempler på, at Holberg siger ét på overfladen og noget ganske andet nedenunder, og at hans synspunkt ofte var mere nuanceret end politisk korrekt målt med tidens alen.[kilde mangler] Jens Kruuse mente i Holbergs maske 1964, at der – for mange af komedierne – lå én underliggende komedie nedenunder, der handlede om menneskelig ensomhed og ringe eller umulig kommunikation.[kilde mangler]

## Jeppe er spillet på mange måder
Stykket er spillet på mange måder i tidens løb og både af professionelle teatre og af amatørgrupper. Undertiden i naturalistisk-historisk retning, undertiden i psykologisk, for eksempel med udgangspunkt i replikken: "De siger at Jeppe drikker, men ikke hvorfor han drikker."[kilde mangler]
Men som Henrik Lyding har påvist i 1985, er komedien hverken dokumentaristisk eller psykologisk realistisk, men en farce, og plot og persontegning følger – fra Holbergs hånd – farcens regler, ikke dokumentarismens eller realismens.[kilde mangler]

## Opført mange gange i Sverige
Stykket er spillet talrige gange i Sverige i moralsk øjemed og som et middel i kampen mod alkoholismen.[kilde mangler]
På en inskription på en husmur i den gamle domkirkeby Strängnäs, vest for Stockholm fortælles om en lokal Jeppe, og ingen dér har været i tvivl om referencen til Holbergs komedie.

## Jeppe kanoniseret
24. januar 2006 offentliggjorde kulturminister Brian Mikkelsen den nye danske kulturkanon. Jeppe på Bjerget er medtaget i kanonen for scenekunst og i begrundelsen står:

Mere end noget andet har dette drama hen over det danske land sluppet en afskyelig, løssluppen folkesjæl løs, der til stadighed hærger og ødelægger alene ved geni. Det er kunst som anarki, det højeste mål.

I 2004 offentliggjorde undervisningsminister Ulla Tørnæs en undervisningskanon. Her siges det til indledning om Holberg:

Vælger man at læse Ludvig Holberg, fordi forældre og lærere siger man skal, har man truffet et højst uholbergsk valg. Selv mente Holberg, i sit Første Levnedsbrev (1728), at man tværtimod bør "undersøge de fra vore fædre nedarvede trosforestillinger, læse de forbudte bøger og tvivle på alt". Bag denne opfordring til at se på autoriteter med et skævt blik, ligger den europæiske oplysningstids grundlæggende indstilling: at man skal bruge sin egen fornuft, ikke andres, at mennesker af naturen er lige, at "Trældoms stand" er unaturlig, og at det er menneskers pligt at nære "Tolerance udi Religion".

Lidt længere nede står om komedierne:

Og så var Holberg kunstner. Han levede og åndede i sproget, læste altid, skrev dagligt. Mest opslugt af, hvad man kan med sprog, var han i de få år, hvor han skrev de bedste af sine 33 komedier. Det mærkelige ved dem er, at de hele tiden åbner nye sider. [... ] Erasmus Montanus er en klassiker efter den eneste objektive målestok: en tekst der stadig bliver nytolket, aldrig lagt fast på en bestemt betydning. Noget lignende gælder Jeppe på Bjerget, Den politiske Kandestøber og Jean de France. Hos Holberg kan man følge en civiliserende tankegang åbne sig. Hos Holberg kan man møde komediefigurer, der aldrig lukkes.